# Feliks Bogacki
Feliks Bogacki (ur. 22 lutego 1847 w Zasławiu, Wołyń, zm. 4 maja 1916 w Odessie) – polski krytyk literacki i publicysta.

## Życiorys
Ukończył gimnazjum w Równem oraz studia prawnicze w Odessie (pracował w sądownictwie i adwokaturze). Był radcą prawnym zarządu miejskiego Odessy oraz prezesem Rady Adwokackiej. W 1871 w Przeglądzie Tygodniowym Życia Społecznego, Literatury i Sztuk Pięknych (nr 49-52) opublikował słynne artykuły programowe "młodych pozytywistów": "Powieściopisarstwo wobec społeczeństwa" i "Tło powieści wobec tła życia" tworzące cykl pt. "Problematyka powieści jako postulatowego gatunku literackiego".